# William Arjona
Pour les articles homonymes, voir Arjona (homonymie).
William Arjona est un joueur brésilien de volley-ball né le 31 juillet 1979 à São Paulo. Il a remporté avec l'équipe du Brésil le tournoi masculin aux Jeux olympiques d'été de 2016 à Rio de Janeiro.